# Грдличка, Иван
Иван Грдличка (словен. Ivan Hrdlička; род. 20 ноября 1943, Братислава, Чехословакия) — чехословацкий футболист, полузащитник.

## Клубная карьера
Грдличка родился в Братиславе. Начал карьеру в составе клуба «Слован» в 1962 году. Грдличка стал одним из игроков основного состава команды, а через несколько лет стал основным игроком полузащиты. В составе клуба стал чемпионом Чехословакии в сезоне 1969—1970 годов и дважды был обладателем Кубка Чехословакии.
В 1971 году Грдличка играл в составе пражской «Дуклы». В 1972 году ненадолго вернулся в состав «Слована», где стал серебряным призёром первенства Чехословакии.
С 1972 по 1975 год играл в составе команды «Зброёвка», где стал одним из основных игроков команды. В 1975—1976 годах играл в составе братиславской команды «Петржалка», в которой завершил свою карьеру.

## Карьера в сборной
В 1964 году Иван Грдличка дебютировал в составе сборной Чехословакии.
В составе команды он участвовал в чемпионате мира 1970 года. Пробыл в сборной до 1971 года, сыграв в её составе 17 матчей, забив 2 мяча.

## Тренерская карьера
После окончания выступлений на футбольных полях Грдличка в 1978 году стал тренером клуба «Слован».
В 1985—1986 годах тренировал клуб «Зброёвка». Кроме этого Грдличка входил в тренерский штаб сборной Чехословакии.